# 애니온
통계역학에서 애니온(영어: anyon)은 2+1차원 계에서 나타나는, 보손도 아니고 페르미온도 아닌 입자이다.

## 정의
스핀-통계 정리는 4차원 이상 민코프스키 공간에서만 성립하고, 3차원 이하에서는 성립하지 않는다. 그 이유는 3차원에서는 로런츠 군 {\displaystyle SO(2,1)}이 무한한 크기의 기본군을 갖기 때문이다. 즉, {\displaystyle d>3}인 경우
{\displaystyle \pi _{1}(SO(d-1,1))=\mathbb {Z} /2}
이므로, 그 범피복 공간
{\displaystyle SO(d-1,1)\to \operatorname {Spin} (d-1,1)\twoheadrightarrow \mathbb {Z} /2}
의 표현은 {\displaystyle \mathbb {Z} /2}에 따라 보손과 페르미온으로 나뉜다. 반면 {\displaystyle d=3}인 경우
{\displaystyle \pi _{1}(SO(2,1))=\mathbb {Z} }
이며, 스핀-통계 정리가 성립하지 않는다.
3차원 시공간에서 n개의 점입자들은 일반적으로 꼬임군
{\displaystyle \operatorname {Braid} (n)=\left\langle \sigma _{1},\ldots ,\sigma _{n-1}|\sigma _{i}\sigma _{i+1}\sigma _{i}=\sigma _{i+1}\sigma _{i}\sigma _{i+1},\sigma _{i}\sigma _{j}=\sigma _{j}\sigma _{i}\right\rangle }
의 표현을 따른다. 이 경우, 보손은 {\displaystyle \operatorname {Braid} (n)}의 작용에 대해 자명한 표현을 따르는 입자이고, 페르미온은 군 준동형
{\displaystyle \sigma _{i}\mapsto 1\in \{0,1\}\cong \mathbb {Z} /2}
의 상
{\displaystyle \operatorname {Braid} (n)\to \mathbb {Z} /2}
에 대하여 자명하지 않는 표현을 따르는 입자이다. (즉, 입자의 교환에 따라 {\displaystyle -1}이 곱해진다.)

### 아벨 애니온 통계
아벨 애니온(영어: Abelian anyon)은 상
{\displaystyle \operatorname {Braid} (n)\to \mathbb {Z} \cong \langle 1\rangle }
{\displaystyle \sigma _{i}\mapsto 1}
에 대하여 자명하지 않는 표현을 따르는 입자이며, 위상 {\displaystyle \theta \neq 0,\pi }에 의해 정의된다. 즉, 두 입자를 교환했을 때
{\displaystyle |\psi _{i}\psi _{j}\rangle =\exp(i\theta )|\psi _{j}\psi _{i}\rangle }
를 따른다. 여기서 {\displaystyle \theta =0}이면 보손, {\displaystyle \theta =\pi }이면 페르미온이 된다.
아벨 애니온은 꼬임군 {\displaystyle \operatorname {Braid} (n)}의 복소수 1차원 표현에 대응한다. 즉, 군 준동형
{\displaystyle B_{n}\to U(1)}
에 대응한다. 원군 {\displaystyle U(1)}은 아벨 군이므로, 이는 {\displaystyle \operatorname {Braid} (n)}의 아벨화를 거친다.
{\displaystyle B_{n}\twoheadrightarrow \operatorname {Braid} (n)/[\operatorname {Braid} (n),\operatorname {Braid} (n)]\cong \mathbb {Z} \to U(1)}
꼬임군의 아벨화는 무한 순환군 {\displaystyle \mathbb {Z} }이다. 구체적으로, 꼬임군의 표시
{\displaystyle \operatorname {Braid} (n)=\left\langle \sigma _{1},\ldots ,\sigma _{n-1}|\sigma _{i}\sigma _{i+1}\sigma _{i}=\sigma _{i+1}\sigma _{i}\sigma _{i+1},\sigma _{i}\sigma _{j}=\sigma _{j}\sigma _{i}\forall |i-j|>1\right\rangle }
에 대하여,
{\displaystyle \operatorname {Braid} (n)\twoheadrightarrow \mathbb {Z} }
{\displaystyle \sigma _{i}\mapsto 1\forall i=1,\dots ,n-1}
이다. 준동형 {\displaystyle \mathbb {Z} \to U(1)}은 물론 임의의 복소수 {\displaystyle \exp(i\theta )\in U(1)}에 따라 분류된다.

### 꼬임 통계
비아벨 애니온(영어: non-Abelian anyon)은 꼬임군 {\displaystyle \operatorname {Braid} (n)}의 일반적인 고차원 표현을 따르는 입자이며, 이러한 입자가 따르는 통계를 꼬임 통계(영어: braid statistics)라고 한다.

### 파라 통계
비아벨 애니온 가운데, 표현이 대칭군 {\displaystyle \operatorname {Sym} (n)}을 거치는 것을 파라 통계(영어: parastatistics)라고 한다.
{\displaystyle \operatorname {Braid} (n)\twoheadrightarrow \operatorname {Sym} (n)\to \operatorname {U} (k)}
파라 통계는 어떤 정수 {\displaystyle p}에 의하여 정의되며, 이를 파라 통계의 차수(영어: order)라고 한다. 파라 보손(영어: paraboson)의 경우, 대칭군의 표현은 영 타블로 가운데 {\displaystyle p}개 이하의 행을 갖는 것들의 직합이며, 파라 페르미온(영어: parafermion)의 경우 대칭군의 표현은 영 타블로 가운데 {\displaystyle p}개 이하의 열을 갖는 것들의 직합이다. 만약 {\displaystyle p\to \infty }를 취한다면, 맥스웰-볼츠만 통계를 얻는다. 즉, 모든 입자를 서로 구별할 수 있다.
파라 보손 · 페르미온은 고차원에서도 정의될 수 있지만, 이는 3+1차원 이상의 입자에 대해서는 클라인 변환(영어: Klein transformation)을 통하여 일반 보손 · 페르미온으로 나타낼 수 있다.
구체적으로, 파라 보손 장 {\displaystyle \phi }는 다음과 같은 교환 관계를 따른다.
{\displaystyle \phi =\sum _{i=1}^{p}\phi _{i}}
{\displaystyle [\phi _{i}(\mathbf {x} ),\phi _{i}(\mathbf {y} )]=0}
{\displaystyle \{\phi _{i}(\mathbf {x} ),\phi _{j}(\mathbf {y} )\}=0\qquad (i\neq j)}
마찬가지로, 파라 페르미온 장 {\displaystyle \psi }는 다음과 같은 교환 관계를 따른다.
{\displaystyle \psi =\sum _{i=1}^{p}\psi _{i}}
{\displaystyle \{\psi _{i}(\mathbf {x} ),\psi _{i}(\mathbf {y} )\}=0}
{\displaystyle [\psi _{i}(\mathbf {x} ),\psi _{j}(\mathbf {y} )]=0\qquad (i\neq j)}

## 예

### 분수 양자 홀 효과
아벨 애니온의 간단한 예는 자기 선속 {\displaystyle \Phi }와 결합한, 전하 {\displaystyle q}를 갖는 입자이다. 이러한 두 개의 합성 입자를 서로 교환하면, 자기 선속에 의하여 위상
{\displaystyle \exp(iq\Phi /\hbar )}
이 발생한다. 이러한 현상은 분수 양자 홀 효과를 일으킨다.

### 2차원 등각 장론
2차원 등각 장론은 일반적으로 꼬임 통계를 따른다.
2차원 등각 장론에서, 국소 연산자의 상관 함수는 다음과 같이 등각 블록(영어: conformal block)에 의하여 전개된다.
{\displaystyle \langle \phi _{k}(z_{k})\cdots \phi _{2}(z_{2})\phi _{1}(z_{1})\rangle =\sum _{p}C(h_{1},\dots ,h_{k};h_{p})F_{h_{1},\dots ,h_{k}}(h_{p};z_{1},\dots ,z_{k}){\bar {F}}_{{\bar {h}}_{1},\dots ,{\bar {h}}_{k}}({\bar {h}}_{p};{\bar {z}}_{1},\dots ,{\bar {z}}_{k})}
가능한 등각 블록들은 복소수 벡터 공간을 이루며, 유리 등각 장론(영어: rational conformal field theory)의 경우 이는 유한 차원이다.
이 경우, 만약 {\displaystyle k}개의 국소 연산자들의 순서를 뒤섞는다면 모노드로미가 존재하며, 이는 등각 블록들의 공간에 선형 작용소로 표현된다. 이러한 행렬들을 꼬임 행렬(영어: braiding matrix) {\displaystyle B}라고 하며, 이는 꼬임군의 표현을 정의한다. 이에 따라, 2차원 등각 장론은 일반적으로 꼬임 통계를 따른다.

## 역사
1953년에 허버트 시드니 그린(영어: Herbert Sidney Green)이 파라 입자의 가능성을 지적하였다.
1977년에 욘 망네 레이노스(노르웨이어: Jon Magne Leinaas)와 얀 뮈르헤임(노르웨이어: Jan Myrheim)이 2차원 유클리드 공간 이론에서 (아벨) 애니온이 가능함을 지적하였다. 1982년에 프랭크 윌첵이 이들이 분수 양자 홀 효과에 등장함을 보였고, "애니온"이라는 이름을 붙였다. 여기서 "애니온"(영어: anyon 에니온[*])은 영어: any 에니[*](어떤 ~에도 상관없이, 임의의) + 영어: -on 온[*](입자를 나타내는 접미사)에서 왔고, 아벨 애니온이 2입자를 치환할 때 임의의 위상이 더해질 수 있다는 것에서 유래하였다.
| “ | 이러한 두 입자를 교환시키면 임의의(영어: any) 위상을 얻을 수 있으므로, 이러한 입자들을 "애니온"이라고 부르겠다. Since interchange of two of these particles can give any phase, I will call them generically anyons. | ” |
|   | — |   |

비아벨 애니온은 1988년에 위르크 프뢸리히(독일어: Jürg Martin Fröhlich)와 피에르 알베르토 마르케티(이탈리아어: Pier Alberto Marchetti)가 도입하였다.

## 참고 문헌
- Rao, Sumathi (1992). “An anyon primer” (영어). arXiv:hep-th/9209066. Bibcode:1992hep.th....9066R.
- Nayak, Chetan; Simon, Steven; Stern, Ady; Freedman, Michael; Das Sarma, Sankar (2008). “Non-Abelian anyons and topological quantum computation”. 《Reviews of Modern Physics》 (영어) 80 (3): 1083. arXiv:0707.1889. Bibcode:2008RvMP...80.1083N. doi:10.1103/RevModPhys.80.1083. ISSN 0034-6861.
- Stern, Ady (2008). “Anyons and the quantum Hall effect—A pedagogical review”. 《Annals of Physics》 (영어) 323: 204. arXiv:0711.4697. Bibcode:2008AnPhy.323..204S. doi:10.1016/j.aop.2007.10.008.
- Wen, Xiao-Gang; Zhenghan Wang. 〈Pattern-of-zeros approach to Fractional quantum Hall states and a classification of symmetric polynomial of infinite variables〉. 《Conformal Field Theories and Tensor Categories: Proceedings of a Workshop Held at Beijing International Center for Mathematical Research》 (영어). Springer. arXiv:1203.3268. Bibcode:2012arXiv1203.3268W. doi:10.1007/978-3-642-39383-9_2. ISBN 978-3-642-39382-2.
- Antoniadis, Ignatios; Bachas, Constantin (1986년 12월 8일). “Conformal invariance and parastatistics in two dimensions”. 《Nuclear Physics B》 (영어) 278 (2): 343–352. doi:10.1016/0550-3213(86)90217-8. 2015년 9월 24일에 원본 문서에서 보존된 문서. 2015년 5월 9일에 확인함.
- Alicea, Jason; Fendley, Paul. “Topological phase with parafermions: theory and blueprints”. 《Annual Reviews of Condensed Matter Physics》 (영어). arXiv:1504.02476. Bibcode:2015arXiv150402476A.